# Kybele
Kybele (hetyckie Kubaba, gr. Kybele lub Kybebe, łac. Cybele lub Cybebe) – frygijska bogini płodności i odrodzenia natury. Czczona od tysiącleci w całej Azji Mniejszej jako Bogini Matka, w kulturze grecko-rzymskiej znana jako Matka Bogów (gr. Megale Meter) i Wielka Macierz Bogów (łac. Magna Mater); w Rzymie jej kult przetrwał aż do V wieku n.e.. W mitologii frygijskiej jej młodym kochankiem był Attis.

## Azja Mniejsza
W III w. p.n.e. najważniejsze sanktuarium Kybele znajdowało się we Frygii, w Pesynuncie nad rzeką Sangarius (obecnie Sakarya), u stóp góry Didymus, która była jej świętą górą (dlatego nosiła przydomek Meter Didymene). W sanktuarium znajdował się czarny kamień, niebędący tradycyjnym posągiem wyobrażającym bóstwo, lecz raczej jego archaicznym symbolem. Według podania spadł z nieba – najprawdopodobniej był to oprawiony w srebro meteoryt w kształcie postaci kobiecej. W Troadzie czczono Kybele pod imieniem Matki Idajskiej (Mater Idaea); nazwa ta pochodziła od poświęconej jej góry Ida w pobliżu Troi. Czczono ją jeszcze w innych miastach Troady, w Lampsakos i Andeirze.
Inne ośrodki jej kultu stwierdzono we Frygii nad rzeką Penkelas, w grocie zwanej Steunos, w Myzji, w Kyzikos i Pergamonie, na wyspie Prokonessos i pod górą Didyma znajdującą się nieopodal Kyzikos. W Lidii była czczona na górze Sipylos, w Sardes i Magnezji, zaś w Karii w Laryssie.

## Grecja
W VII i VI w. p.n.e. kult Kybele dotarł do Grecji, gdzie identyfikowano ją z Reą i Demeter. Tam zwano ją także Matką Bogów (Meter Theôn). Czczono ją również na Krecie, gdzie była jej poświęcona góra Ida, a na jej cześć odbywali misteria kureci identyfikowani z korybantami. W V w. p.n.e. kult Kybele dotarł do Aten.

## Okres rzymski

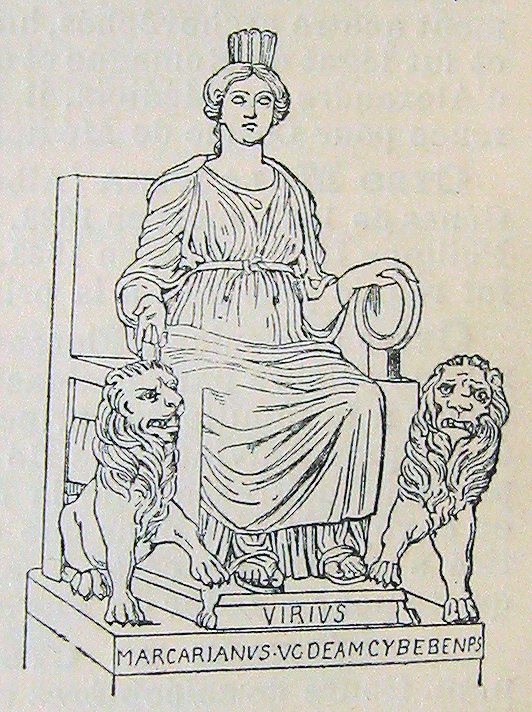
Bogini z atrybutami: lwami, tympanonem i wieńczącą głowę corona muralis

W roku 205 p.n.e. w czasie II wojny punickiej senat wezwał kolegium kapłanów, aby odwołali się do Księgi Sybilli w kwestii wyniku toczącej się wojny. Kapłani wydali werdykt, że jedynym ratunkiem może być sprowadzenie do Rzymu nowej bogini, czczonej przez pradawnych przodków Rzymian. Liwiusz w Ab Urbe condita ujął to w słowach: „Kiedy obcy wróg wyda wojnę ziemi italskiej, będzie go można wypędzić z Italii i pokonać, jeżeli do Rzymu sprowadzi się z Pesynuntu Matkę Idajską” (pelli Italia alienigenam hostem posse, si mater Idaea deportata Romam esset).
Rzymianie wierzyli, że są potomkami uciekinierów z Troi, których wyprowadził z palącego się grodu Eneasz, po długiej tułaczce doprowadził do Italii i osiedlił na wybrzeżu Lacjum. W obliczu wielkiego niebezpieczeństwa zdecydowali się więc oddać pod opiekę największej bogini Troady – Matki Idajskiej. Pesynunt wówczas podlegał jurysdykcji króla Pergamonu Attalosa I Sotera i do niego zwrócili się Rzymianie. Będący sprzymierzeńcem Rzymu władca wyraził zgodę: statuę bogini załadowano na okręt, a wraz z nią kapłanki i kapłanów znających szczegóły kultu i obrzędy.
6 kwietnia 204 roku p.n.e., okręt dobił do Ostii, w porcie czekała na niego delegacja złożona z senatorów, wybitnych i cnotliwych obywateli oraz wiwatującego tłumu zaciekawionego przybyciem tej, co miała uratować Italię przed Hannibalem. Matrony rzymskie przybyły licznie, a Claudia Quinta osobiście powitała orszak bogini, ciągnąc własnoręcznie okręt na linie i wykazując się nadludzką siłą. Zdarzenie to uznano za cudowne i świadczące o przychylności bóstwa.
W Rzymie przygotowano dla Matki Bogów (łac. Mater Deum) tymczasową siedzibę w świątyni Wiktorii na Palatynie. Miejsce to przypominało o najstarszych tradycjach związanych z założeniem miasta i najstarszymi kultami Penatów i Westy mającej świątynię opodal. Ta lokacja miała symbolizować powiązanie Wielkiej Bogini z najodleglejszymi początkami Rzymu. Senatorzy Marek Liwiusz Salinator i Gajusz Klaudiusz Neron rozpoczęli prace nad planem odpowiedniej świątyni i w tym samym roku kult nowej bogini został zatwierdzony przez senat – Magna Mater Cybele ogłoszono Świętą Opiekunką Miasta. Budowa świątyni przy Via Sacra trwała trzynaście lat, ukończono ją w 191 roku p.n.e. (prace uległy opóźnieniu ze względu na kryzys finansowy będący rezultatem wojen punickich).

## Kult

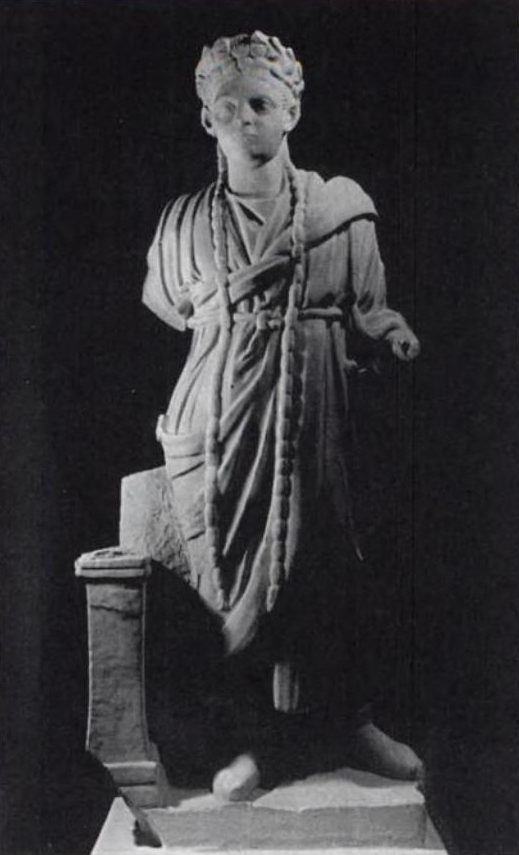
Posąg archigalla z Cezarei Mauretańskiej (II-III wiek)

W kulcie bogini istnieją dwa odrębne aspekty: urzędowy oraz orgiastyczny, gwałtowny i krzykliwy. Jej kapłani, zwani gallami, nawiązując do samookaleczenia się Attisa, musieli się poddać kastracji, nim dostąpili zaszczytu kapłaństwa. Ich zwierzchnik, nazywany archigallem i który jako rzymski obywatel nie podlegał kastracji, podczas konsekrowania kapłanów przewodniczył obrzędowi taurobolium wraz ze skropieniem ich krwią ofiarnego byka. 
Kultowe ceremonie polegały także na wykonywaniu rytualnego tańca przy akompaniamencie bębenków (tympanonów). Jego charakterystyczną cechą było to, że rytm zmieniał się w coraz bardziej porywający, a skoczny taniec kończył się wirowaniem aż do osiągnięcia ekstazy, co oznaczało, że bóstwo zawładnęło kapłanem: w tym stanie mógł on wygłaszać przepowiednie i wróżby, a w transie dopuszczał się często samookaleczenia.
Senat rzymski zakazał swym obywatelom uczestniczyć w tych praktykach, wyłącznie kapłani bogini mogli sprawować kult.
Kybele przedstawia się jako divinitas salutaris – opiekuńcze bóstwo Rzymu, wyobrażane w koronie z obronnego muru (corona muralis). Pod koniec II w. p.n.e. Batrakes, wielki kapłan bogini przepowiedział zwycięstwo Mariusza nad Teutonami, i w 98 roku p.n.e. Mariusz udał się do Azji Mniejszej dla złożenia przyrzeczonych wotów dziękczynnych.
Pod rządami Augusta, a przede wszystkim Klaudiusza, dotychczasowe ograniczenia kultu zniesiono. August podkreślił charakter bogini jako opiekunki Rzymu, dodając ją do grona bóstw opiekuńczych rodziny cesarskiej, odbudował też jej świątynię na Palatynie, poprzednio zniszczoną przez pożar.
W roku 111 p.n.e. świątynię podpalono, a edyl Kwintus Memmiusz przywłaszczył sobie czarny kamień. Kult przywrócono, zaś Metellus Numidyjski odbudował świątynię. Z tego okresu pochodzi ogromny basen kultowy o wymiarach 16,5 × 3 m.
Święto bogini – Ludi Megalenses (Megalesia), trwało od 4 do 10 kwietnia i obejmowało również widowiska oraz wyścigi konne w Circus Maximus. Składano wówczas ofiary zwane moretum, a w domach urządzano uczty, na które zapraszano przyjaciół i znajomych. W II wieku wprowadzono rytuał taurobolium, tj. oczyszczenia z grzechów poprzez oblewanie krwią byka (przypominające obrzęd z mitraizmu). Kult Kybele przetrwał do IV wieku n.e.